# Extreme Ops
Extreme Ops [ɪkˈstri:m ɒps] ist ein Actionfilm aus dem Jahr 2002 mit Rufus Sewell und Heino Ferch, unter der Regie von Christian Duguay.

## Handlung
Ein US-amerikanisches Filmteam dreht für einen japanischen Elektronikkonzern einen Werbespot für eine neue Videokamera. Als sich Produzent Jeffrey mit Teamleiter Ian wegen der Aufnahmen für das Ende des Spots überwirft, hat dieser die Lösung für den Schluss: die Computeranimation eines Skiläufers, der vor einer Lawine davonfährt. Die japanischen Auftraggeber sind davon begeistert, aber in einem überhasteten Moment verspricht Jeffrey den Japanern vollmundig, den Stunt mit einer echten Lawine zu drehen. Nach anfänglichen Zweifeln und dem Ärger über Jeffrey ist das Team schließlich bereit. Sie suchen nun nach passenden Mitstreitern für die halsbrecherische Aktion und werden in der ausgeflippten Rocksängerin Kittie sowie den Extremsportlern Will und Silo fündig. Komplettiert wird die Gruppe durch die von Jeffrey hinzu gebrachte Chloe, olympische Goldmedaillengewinnerin im Abfahrtslauf, welche die gefährliche Schussfahrt durchführen soll.
In den österreichischen Karawanken soll der Werbespot realisiert werden. Vor Ort in Ischgl begeben sich Ian und seine rechte Hand Mark mit dem einheimischen Führer Zoran auf Locationssuche. Dabei stoßen sie nahe der Grenze zum ehemaligen Jugoslawien auf eine im Bau befindliche Windkraftanlage sowie ein dazugehöriges Hotel auf einer Bergspitze, dass von Serben betrieben wird. Unterdessen kommen sich Chloe, Kittie, Will und Silo beim Après-Ski näher, wobei Will für Kittie schwärmt, die aber nur Augen für Silo hat. Ein missglückter Snowboardstunt sorgt schließlich dafür, dass das Team rausgeschmissen wird und notgedrungen in das Serbenhotel umzieht.
Zwischen Chloe und Ian kommt es bei ersten Probeaufnahmen zu Spannungen, da Ian Angst um Chloe hat, sie könne die Abfahrt nicht in der Zeit schaffen und von der Lawine getötet werden. Außerdem hat er sich inzwischen in sie verliebt. Während des Aufenthaltes begegnen Will und Silo der geheimnisvollen Yana und wollen eine Videoaufnahmen vor ihr machen. Dabei nehmen sie allerdings noch einen unbekannten Mann mit auf, der offenbar nicht erkannt werden will. Nach halsbrecherischer Flucht können sie sich in Sicherheit bringen.
Am Tag der Aufnahme platzt dann plötzlich der Serbe Slavko mit ein paar Handlangern in die Szenerie und bedroht das Filmteam. Er will das Video von Will und Silo zurückhaben. Nur durch Ablenkung seitens Mark, der die Lawine zündet, kann das Filmteam gerettet werden. Die Gangster erschießen sich gegenseitig, während das Team im Helikopter von Zoran entkommt. Hier stellt sich schließlich heraus: der geheimnisvolle Mann auf dem Video ist Slobodan Pavlov, ein ehemaliger jugoslawischer Soldat und Kriegsverbrecher, der offiziell bei einem Flugzeugabsturz umkam. Pavlov nutzt seinen Tod, um im Hotel unterzutauchen und seine Verfolger in Sicherheit zu wiegen. Um mit seinen Männern ein Bombenattentat auf ein holländisches Gerichtsgebäude in Ruhe vorbereiten zu können, muss er weiter unerkannt bleiben. Slavko war zudem sein Sohn.
Das Team beschließt umgehend zu fliehen. Doch Zoran, der um seine und die Sicherheit der Filmleute fürchtet, schließt einen Pakt mit Pavlovs Serben, die ihn das Leben kostet. Pavlov kann das Team in der Seilbahn abfangen, doch kurz vor der Gefangennahme springen Ian und Co. ab und entkommen auf Skiern und Snowboards ihren Verfolgern in deren Helikopter. In der Nähe der Stadt lenken Ian und Chloe die Gangster ab, ehe Mark mit einem riskanten Stunt den Hubschrauber der Gangster zerstören kann. Pavlov und seine Handlanger kommen in der Explosion um. Diese wiederum löst eine neue Lawine aus, der Ian und Chloe entfliehen. Dabei gelingt beiden die entscheidende Filmaufnahme für den Spot.
Der Werbespot wird ein Erfolg, und Ian und Chloe ein Paar.

## Kritiken
Das Lexikon des internationalen Films urteilt: „Krude Mischung aus Werbespot, Actionfilm und Thriller mit extrem schlechtem Drehbuch und hölzernen Dialogen. Eine ungeliebte Pflichtübung, uninspiriert zusammengeklaubt aus diversen anderen Filmen.“
Alexander Jachmann bezeichnet den Film auf zelluloid.de als eine schlechte Kopie von Cliffhanger mit einer Handlung, die noch dünner als bei xXx – Triple X, und folglich eine „Ansammlung von dummen Sprüchen und wirren Handlungssprüngen“ sei.

## Auszeichnungen
Der Film wurde 2003 nominiert für den Taurus Award in der Kategorie Best Specialty Stunt für eine Szene, in der die Stuntmänner Patrick Cometto und Charlie sich über ein Kabel von einem vorausfahrenden Zug ziehen lassen und dabei auf ihrem Snowboard artistische Manöver ausführen.
Die Deutsche Film- und Medienbewertung (FBW) in Wiesbaden verlieh dem Film das Prädikat wertvoll.

## Trivia
- Extreme Ops wurde in Vancouver, im Filmstudio Babelsberg, in den Rocky Mountains von Kanada und den Vereinigten Staaten sowie in den Österreichischen wie auch in den Schweizer Alpen gedreht.[5] Die Produktionskosten betrugen ca. 26,5 Millionen US-Dollar.[6]
- Vor dem Abspann wird kurz „To Werner“ eingeblendet. Der Film wurde Werner König gewidmet, einem Crewmitglied, der im Jahr 2000 auf der Suche nach geeigneten Drehorten für den Film von einer Lawine getötet wurde.
- Extreme Ops war der letzte Film mit Klaus Löwitsch. Der deutsche Schauspieler starb am 3. Dezember 2002 in München, nur wenige Tage nach dem Kinostart.
- Die geographischen Angaben sind widersprüchlich: Drehort für den Werbespot sollen die Karawanken (ein Gebirgsstock in Kärnten) sein, während Ischgl ein Ort im Westen Tirols ist.
- Der Film wurde großteils im Zugspitzgebiet in Tirol gedreht. Auch die Stuntszenen mit dem Zug wurden hier gedreht. Es handelt sich dabei um eine Strecke der Außerfernbahn zwischen Bichlbach und Reutte. Der gezeigte Bahnhof im Film befindet sich in Bichlbach in Tirol und nicht in Ischgl, da Ischgl über keine Bahnanbindung verfügt.
- Der Basejumper Felix Baumgartner war für diesen Film als Stuntman tätig.